# Flavio Baracchini
Flavio Baracchini (Villafranca in Lunigiana, 28 de julho de 1895 - Roma, 18 de agosto de 1928) foi um tenente e aviador italiano que foi condecorado com a medalha de ouro por bravura durante a Primeira Guerra Mundial em que obteve 31 vitórias aéreas. Depois da guerra, trabalhou como inventor nas áreas de comunicação aeronáutica. Ele morreu por um ferimento durante um acidente em seu laboratório.